# Chisindia
Chisindia is een Roemeense gemeente in het district Arad.
Chisindia telt 1490 inwoners.